# Charles H. Gray
Charles H. Gray (Saint Louis, 27 novembre 1921 – Joshua Tree, 2 agosto 2008) è stato un attore statunitense.

## Biografia
Gray è stato un attore noto soprattutto per i suoi ruoli televisivi, tra cui l’ufficiale Edwards nella serie La pattuglia della strada, il ricognitore Clay Forrester in Gli uomini della prateria e William "Bill" Foster Sr. nella soap opera Febbre d'amore.
La sua carriera ebbe inizio negli anni ’50 con piccoli ruoli non accreditati nel cinema, per poi affermarsi principalmente nel genere western televisivo. Partecipò a numerose serie di successo, tra cui Le leggendarie imprese di Wyatt Earp, Gunsmoke, Black Saddle, The Texan, Yancy Derringer, I racconti del West, Have Gun - Will Travel, Avventure lungo il fiume, Death Valley Days, Gunslinger, Laredo, I sentieri del west, Iron Horse, Ai confini dell'Arizona, Il virginiano, Bearcats!, Bonanza e Due onesti fuorilegge.

## Filmografia

### Cinema
- Destino (Tales of Manhattan), regia di Julien Duvivier (1942)
- Casa da gioco (One Desire), regia di Jerry Hopper (1955)
- I banditi del petrolio (The Houston Story), regia di William Castle (1956)
- Web il coraggioso (Tension at Table Rock), regia di Charles Marquis Warren (1956)
- La banda della frusta nera (The Black Whip), regia di Charles Marquis Warren (1956)
- Schiava degli apaches (Trooper Hook), regia di Charles Marquis Warren (1957)
- God Is My Partner, regia di William F. Claxton (1957)
- The Unknown Terror, regia di Charles Marquis Warren (1957)
- L'agguato delle 5 spie (Ride a Violent Mile), regia di Charles Marquis Warren (1957)
- Cord il bandito (Cattle Empire), regia di Charles Marquis Warren (1958)
- Desert Hell, regia di Charles Marquis Warren (1958)
- Non voglio morire (I Want to Live!), regia di Robert Wise (1958)
- Un uomo chiamato Charro (Charro!), regia di Charles Marquis Warren (1969)
- Uomini selvaggi (Wild Rovers), regia di Blake Edwards (1971)
- Bless the Beasts & Children, regia di Stanley Kramer (1971)
- L'organizzazione sfida l'ispettore Tibbs (The Organization), regia di Don Medford (1971)
- L'ultimo buscadero (Junior Bonner), regia di Sam Peckinpah (1972)
- I nuovi centurioni (The New Centurions), regia di Richard Fleischer (1972)
- Il dormiglione (Sleeper), regia di Woody Allen (1973)
- Profezia (Prophecy), regia di John Frankenheimer (1979)

### Televisione
- Avventure lungo il fiume (Riverboat) – serie TV, episodio 1x01 (1959)
- I sentieri del west (The Road West) – serie TV, episodi 1x01-1x02 (1966)